# Plagiostira gillettei
Plagiostira gillettei är en insektsart som beskrevs av Andrew Nelson Caudell 1907. Plagiostira gillettei ingår i släktet Plagiostira och familjen vårtbitare.

## Underarter
Arten delas in i följande underarter:
- P. g. gillettei
- P. g. utahensis